# Josip Aladrović
Josip Aladrović (Pleternica, 10. ožujka 1985.) je hrvatski političar.

## Životopis
Rođen je u Pleternici 1985. godine. Sin je Marijana Aladrovića, bivšega požeško-slavonskog župana, danas predsjednika Gradskog vijeća Pleternice. Gimnaziju je završio u Požegi a studirao u Zagrebu i diplomirao ekonomiju. Radio je u Croatia osiguranju. Godine 2017. došao je na čelo Hrvatskog zavoda za mirovinsko osiguranje. Član HDZ-a. Od 2019. do 2022. bio je ministar rada i mirovinskog sustava Republike Hrvatske. Smijenjen je nakon podizanja optužnice protiv njega za nezakonito zapošljavanje dviju osoba dok je bio ravnatelj HZMO-a. Naslijedio ga je Marin Piletić.